# Hải bão bốn mắt
Hải bão bốn mắt, tên khoa học Procellaria conspicillata, là một loài chim trong họ Procellariidae.